# 淠东乡
淠东乡，是中华人民共和国安徽省六安市金安区下辖的一个乡镇级行政单位。

## 行政区划
淠东乡下辖以下地区：
小圩村、施滩村、桂滩村、黄圩村、戴庙村、淠东村、徐郢村、徐庙村、西店村、甄刘村、海潮村和童店村。